# Dillichaur
Dillichaur (nep. डिल्लीचौर) – gaun wikas samiti w zachodniej części Nepalu w strefie Karnali w dystrykcie Jumla. Według nepalskiego spisu powszechnego z 2001 roku liczył on 619 gospodarstw domowych i 3681 mieszkańców (1790 kobiet i 1891 mężczyzn).